# 伊藤結花理
伊藤 結花理（いとう ゆかり、1960年2月23日 - 2014年8月9日）は、日本の漫画家。埼玉県蕨市出身。埼玉県立浦和第一女子高等学校から慶應義塾大学仏文科卒業。血液型はB型。

## 概要
1983年、『少女コミック』にて「mrからふるmissみるく」でデビュー。ロックバンドのボーカルをしながらアクション漫画家をめざしていたが少女漫画雑誌でデビューしその後も活躍する。趣味は長唄、ダンス、読書(ハーレクインオフィシャルサイトによる)
2015年8月9日に本人ブログにて一年前の2014年8月9日に死去した事が発表される。(闘病していたとのことだが病名は未発表)満54歳没。

## 作品リスト

### 漫画
- 闇のきらめき（新書 1987年9月、単行本 1990年4月）
- AIしてウルフBOY〈1〉（フラワーコミックス 1988年1月）
  - AIしてウルフボーイ〈2〉（フラワーコミックス 1988年3月）
  - 誘ってウルフBOY（フラワーコミックス 伊藤結花理傑作集 2000年）
- 龍幻童子（フラワーコミックス 伊藤結花理傑作集 1989年12月）
- NOVA（フラワーコミックス 伊藤結花理傑作集 1990年2月）
- 死海-シデム-の帝王（あすかコミックス 1992年4月）
- 沙鬼霊異譚 黄泉越え（あすかコミックス 1992年10月）
  - 沙鬼霊異譚〈2〉（あすかコミックス 1993年7月）
  - 沙鬼霊異譚〈3〉 返しの疾風－かやしのかぜ－（あすかコミックス 1994年7月）
- マンガ雨月物語（平凡社 1993年8月）
- BAD MOON（あすかコミックス 1994年6月）
  - BAD MOON2（あすかコミックス 1995年10月）
  - BAD MOON3（あすかコミックス 1996年7月）
  - BAD MOON4（あすかコミックス 1997年1月）
- 大江戸シャバドゥビ日記（あすかコミックス 1994年9月）
- 夜響く（プリンセスコミックス 1995年1月）
- マンガ世界の文学〈10〉千夜一夜物語（世界文化社 1996年7月）
  - コミック世界の名作シリーズ 千夜一夜物語－めくるめく幻想絵巻（双葉文庫 2001年12月） -上記文庫化
- Night JADE（スコラレディースコミックス 1996年6月）
  - Night jade－闇の翡翠（双葉文庫 名作シリーズ 2002年9月）-上記文庫化
- 天使の影（スコラレディースコミックス 1997年1月）
- ダンシング ダイエット（講談社文庫 1999年5月）
- ブラディーM〈1〉（ぶんか社 ホラーMシリーズ 1999年9月）
  - ブラディーM-白い毒薬（ぶんか社 ホラーMシリーズ 2004年4月17日）
- 月蝕鬼（アイズコミックス 2000年8月）
- マンガ歌舞伎入門（講談社+α文庫 2001年12月）原作：松井今朝子
  - まんが歌舞伎入門〈上〉〈下）（平凡社 2009年12月）-上記再巻
- 人斬り以蔵秘話（あおばコミックス 2006年8月12日）

### イラスト作品
- 転生X－妖星キローン 小説:西谷史（角川スニーカー文庫 1992年11月）
- 転生X－太陽の巫女 小説:西谷史（角川スニーカー文庫 1993年5月）
- ネフィリム<1>羽前都市核 小説:日野鏡子（講談社X文庫ホワイトハート 1993年8月）
- ネフィリム<2>セシルの目 小説:日野鏡子（講談社X文庫ホワイトハート 1993年11月）
- ネフィリム<3>少年宮殿 小説:日野鏡子（講談社X文庫ホワイトハート 1994年3月）

### 小説作品
- 銀の闇 イラスト:田村由美（小学館キャンバス文庫 1998年6月）